# Романово-Борисоглебский уезд
Романово-Борисоглебский (Тутаевский) уезд — административно-территориальная единица Ярославской губернии Российской империи и РСФСР, существовавшая в 1822—1923 годах. Административный центр — город Романов-Борисоглебск.

## География
На северо-востоке уезд граничил с Даниловским уездом, на севере с Пошехонским, на северо-западе — с Рыбинским, на юго-западе — с Угличским, на юго-востоке — с Ярославским уездом. В длину уезд имел протяжение на 75, а в ширину от 22 до 55 верст. Площадь — 261955 десятин, 1232 1/2 квадратные сажени.
Территория уезда была разделена рекой Волгой почти на две равные части. Поверхность его «нигде не представляет значительных высот; более заметны холмы по правому берегу Волги, а также в северной части уезда, на водоразделе между притоками Волги и системы реки Шексны (Ухра)». «Вся площадь уезда лежит в системе реки Волги, которая прорезывает уезд в направлении от северо-запада к юго-востоку на протяжении 49 верст». Волга на территории уезда судоходна на всём протяжении; все притоки Волги незначительны по величине, и ни один из них несудоходен.

## История

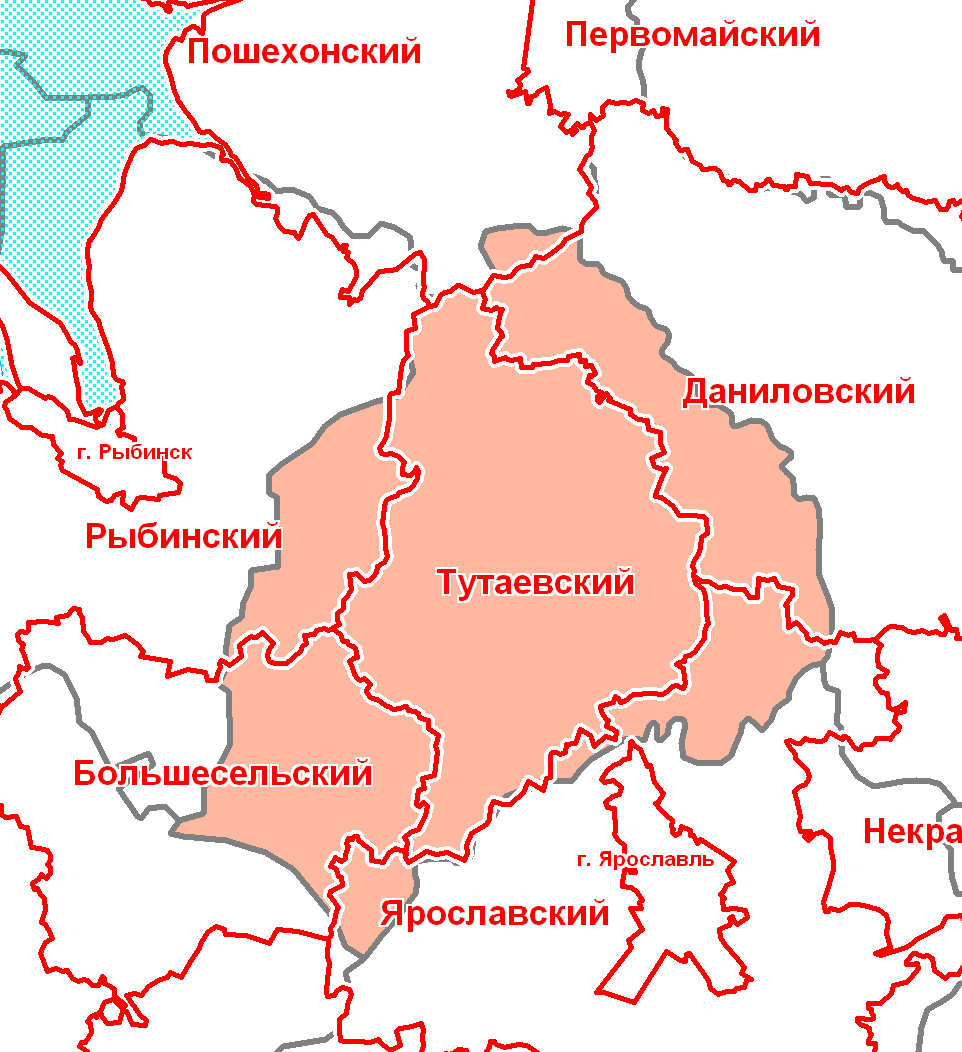
Романов-Борисоглебский уезд в современной сетке районов

В 1822 году были объединены в один город Романов-Борисоглебск, уездный город Романов и заштатный Борисоглебск.
В 1918 году уезд был переименован в Тутаевский; образована 21 новая волость. Постановлением Президиума ВЦИК от 23 ноября 1923 года уезд был ликвидирован, его территория разделена между Даниловским, Пошехоно-Володарским, Угличским и Ярославским уездами.

## Население
В 1866 году население уезда насчитывало 88 415 жителей. Из них 5 347 душ обоего пола — в уездном центре городе Романове-Борисоглебске и 83 068 душ обоего пола — в других поселениях уезда. "В числе жителей: дворян 455, крестьян казенных 16 263 и вышедших из крепостной зависимости 52 696, мещан 8 976. По тем же сведениям на 1866 г. — «в уезде было церквей православных 94, монастырей — нет».
В 1873 году насчитывалось 1455 населенных пункта, из которых погостов — 39, сёл — 47, деревень — 1 133, иных поселений — 236.
По переписи 1897 года население уезда составляло 75 268 человек, в том числе в городе Романове-Борисоглебске — 6682 чел..

## Административное устройство
Уезд делился на два стана, один — с левой стороны Волги, другой — с правой.
В 1862 году в Романово-Борисоглебском уезде было 17 волостей: Алексейцевская, Андреевская, Богородская, Давыдковская, Ишмановская, Курякинская, Максимовская, Машаковская, Ново-Богородская, Подгороднослободская, Понгиловская, Рыжиковская, Савинская, Сандыревская, Сидоровская, Старо-Андреевская.
В 1890 году в состав уезда входило 17 волостей
| № п/п | Волость               | Волостное правление     | Число селений | Население |
| ----- | --------------------- | ----------------------- | ------------- | --------- |
| 1     | Алексейцевская        | д. Поточелово           | 102           | 3554      |
| 2     | Андреевская           | д. Никитинская          | 101           | 4747      |
| 3     | Артемьевская          | д. Артемьево            | 118           | 3935      |
| 4     | Богородская           | г. Романов-Борисоглебск | 133           | 2713      |
| 5     | Давыдковская          | с. Давыдково            | 24            | 4037      |
| 6     | Ишмановская           | д. Ишманово             | 48            | 3005      |
| 7     | Курякинская           | д. Курякино             | 85            | 3954      |
| 8     | Максимовская          | с. Ново-Никольское      | 112           | 5469      |
| 9     | Машаковская           | д. Машаково             | 24            | 1948      |
| 10    | Ново-Богородская      | с. Ново-Богородское     | 71            | 4143      |
| 11    | Подгородно-Слободская | д. Подгородная слобода  | 36            | 2195      |
| 12    | Понгиловская          | с. Никольское           | 143           | 3098      |
| 13    | Рыжиковская           | с. Рыжиково             | 90            | 5360      |
| 14    | Савинская             | с. Савинское            | 76            | 2392      |
| 15    | Сандыревская          | с. Сандырёво            | 104           | 5699      |
| 16    | Старо-Андреевская     | с. Старо-Андреевское    | 44            | 3544      |
| 17    | Хопылевская           | д. Паздеринское         | 74            | 2953      |

В 1913 году в уезде было 14 волостей, упразднены Ишмановская, Ново-Богородская и Подгородно-Слободская волости, центр Богородской волости перенесен в д. Короваево, Курякинской — в д. Яскино, переименованы Машаковская волость в Малаховскую, Старо-Андреевская — в Шаготскую.

## Населённые пункты
Крупнейшие населённые пункты по переписи населения 1897 года, жит.:
- г. Романов-Борисоглебск — 6682
- с. Давыдково — 1036
- п. Константиновский — 858

## Экономика
Довольно значительная отрасль местного хозяйства — скотоводство. Известность приобрели местные — «романовские» — овцы, коровы и лошади.
Заводская деятельность в уезде была незначительна, но разнообразна по видам. В 1879 году недалеко от Романов-Борисоглебска предприниматель В. Рогозин организовал Константиновский завод русских минеральных масел. В 1880-х годах в посёлке Песочное начала работу фабрика по производству фарфоровой посуды, выпускавшая знаменитый кузнецовский фарфор. В 1890-х годах начала производить продукцию овчинно-меховая фабрика Тихомировых, использовавшая знаменитую Романовскую породу овец.

## Уездные предводители дворянства
| Время службы                 | Фамилия, Имя, Отчество          | Должность/Чин                                  |
| ---------------------------- | ------------------------------- | ---------------------------------------------- |
| Борисоглебский уезд          |                                 |                                                |
| 1778-1779                    | Шетнев Григорий Иоакимович      | Гвардии поручик                                |
| 1779-1780                    | Шетнев Дмитрий Васильевич       | Капитан-поручик                                |
| 1781-1783                    | Князь Урусов Михаил Васильевич  | Подполковник                                   |
| 1784-1786                    | Кисловский Фёдор Семёнович      | Поручик                                        |
| 1787-1789                    | Князь Урусов Дмитрий Михайлович | Секунд-майор                                   |
| 1790-1792                    | Головков Фёдор Петрович         | Секунд-майор                                   |
| 1793-1797                    | Карнович Степан Степанович      | Надворный советник                             |
| Романово-Борисоглебский уезд |                                 |                                                |
| 1797-1801                    | Рудин Николай Иванович          | Титулярный советник, коллежский асессор (1797) |
| 1802-1804                    | Шупинский Андрей Михайлович     | Секунд-майор                                   |
| 1805-1808                    | Мотовилов Иван Иванович         | Коллежский асессор                             |
| 1809-1811                    | Шупинский Андрей Михайлович     | Секунд-майор                                   |
| 1812-1823                    | Ярославов Иван Михайлович       | Надворный советник                             |
| 1824                         | Зацепин Александр Никитич       | Титулярный советник                            |
| 1824-1826                    | Карнович Пётр Степанович        | Артиллерии подполковник                        |
| 1827-1829                    | Меркуров Иван Григорьевич       | Штабс-капитан                                  |
| 1830-1832                    | Ратаев Николай Александрович    | Подпоручик                                     |
| 1833-1835                    | Зорин Павел Елизарович          | Коллежский советник                            |
| 1836-1838                    | Головков Фёдор Фёдорович        | Титулярный советник                            |
| 1839-1842                    | Волков Александр Аполлонович    | Штабс-капитан, статский советник (1850)        |
| 1842-1844                    | Майков Павел Николаевич         | Гвардии поручик                                |
| 1845-1847                    | Ушаков Пётр Степанович          | Подполковник                                   |
| 1848-1850                    | Рыкачев Александр Петрович      | Капитан-лейтенант                              |
| 1851-1853                    | Васильев Демосфен Васильевич    | Гвардии ротмистр                               |
| 1854-1856                    | Зацепин Михаил Александрович    | Артиллерии поручик                             |
| 1857-1862                    | Хомутов Дмитрий Николаевич      | Гвардии штабс-ротмистр                         |
| 1863                         | Шевич Иван Андреевич            | Гвардии поручик                                |
| 1863-1865                    | Мамонов Платон Иванович         | Инженер-подпоручик                             |
| 1866-1868                    | Зацепин Дмитрий Константинович  | Подполковник                                   |
| 1869-1877                    | Шевич Иван Андреевич            | Гвардии поручик, камер-юнкер                   |
| 1878-1881                    | Сабанеев Александр Николаевич   | Действительный статский советник               |
| 1881-1898                    | Михайлов Сергей Васильевич      | Капитан-лейтенант, Тайный советник             |